# Clinocera pacifica
Clinocera pacifica är en tvåvingeart som beskrevs av Sinclair 2008. Clinocera pacifica ingår i släktet Clinocera och familjen dansflugor. Inga underarter finns listade i Catalogue of Life.